# Isotachis lyallii
Isotachis lyallii là một loài rêu trong họ Balantiopsaceae. Loài này được Mitt. mô tả khoa học đầu tiên năm 1854.